# Gnatusuchus
Gnatusuchus — вимерлий рід кайманів, представлений типовим видом Gnatusuchus pebasensis із середньоміоценової формації Пебас у Перу. Gnatusuchus жив приблизно 13 мільйонів років тому (Ma) у великій системі водно-болотних угідь під назвою мега-болотні угіддя Пебас, які охоплювали понад один мільйон квадратних кілометрів нинішнього басейну Амазонки (сучасний басейн на той час ще не розвинувся, і замість того, щоб стікати із заходу на схід в Атлантичний океан, річкові системи впадали на північ через заболочені території до Карибського моря.

## Опис

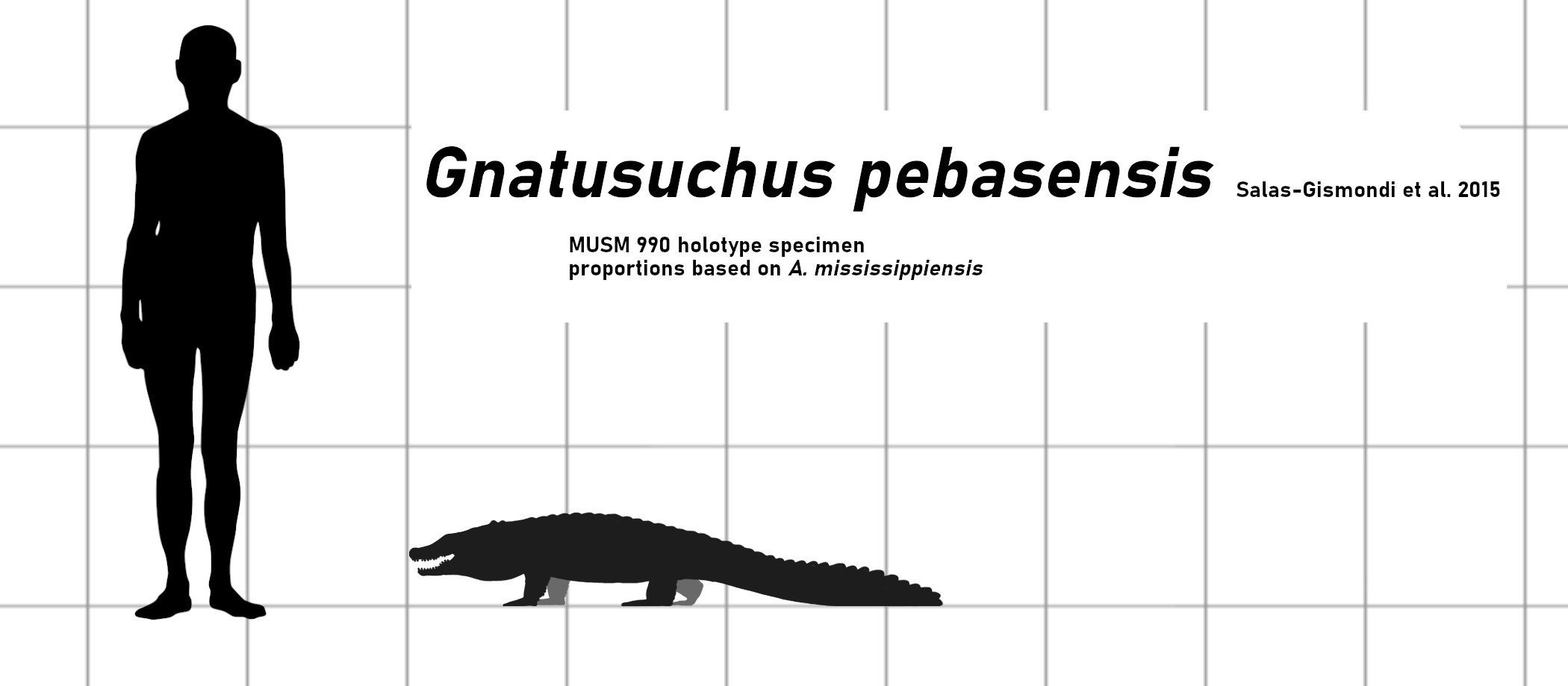
Верхня оцінка Гнатузуха

Gnatusuchus має винятково коротку та округлу морду з індексом довжини-широти 1,55, що лише трохи вище, ніж індекс довжини-широти химерного Simosuchus з пізньої крейди Мадагаскару. Короткий череп призводить до майже круглих очниць, розташованих приблизно в середині черепа, а ніздрі мають форму яблука. Подібно до черепа, нижня щелепа коротка і широка і закінчується коротким, але масивним ретроартікулярним відростком. Загальна форма нижньої щелепи схожа на лопату, що, можливо, було пристосуванням для живлення двостулковими молюсками.
Gnatusuchus має дуже зменшену кількість зубів порівняно з іншими тупомордими кайманами, які зазвичай мають від 18 до 20 зубних альвеол, тоді як Gnatusuchus має 14 зубів, розташованих на передній і верхній щелепах, і 11 зубних зубів. Окрім зменшення альвеол, Gnatusuchus також демонструє чітко змінену морфологію зубів. Передні зуби довгі і схожі на кілочки з тупими коронками. Вони лежать і демонструють апікальний знос. Тим часом задні зуби мають кулясту форму з чіткою шийкою.
На підставі розміру матеріалу черепа Salas-Gismondi et al. оцінили загальну довжину тіла від 148,9 до 167,7 сантиметрів залежно від пропорцій, використаних для розрахунку. Верхні оцінки базуються на американському алігаторі, тоді як менша довжина тіла була відновлена за допомогою пропорцій крокодила Морлета.

## Назва
Назва Gnatusuchus є поєднанням слова кечуа "Ñatu", що означає маленький ніс, і грецького "Souchos" для крокодила. Назва виду pebasensis заснована на формації Пебас, яка отримала свою назву від старого амазонського села.